# Crabro cribrarius
Sköldgrävstekel, Crabro cribrarius är en stekelart som först beskrevs av Carl von Linné 1758.  Crabro cribrarius ingår i släktet Crabro, och familjen Crabronidae. Arten är reproducerande i Sverige.

## Bildgalleri

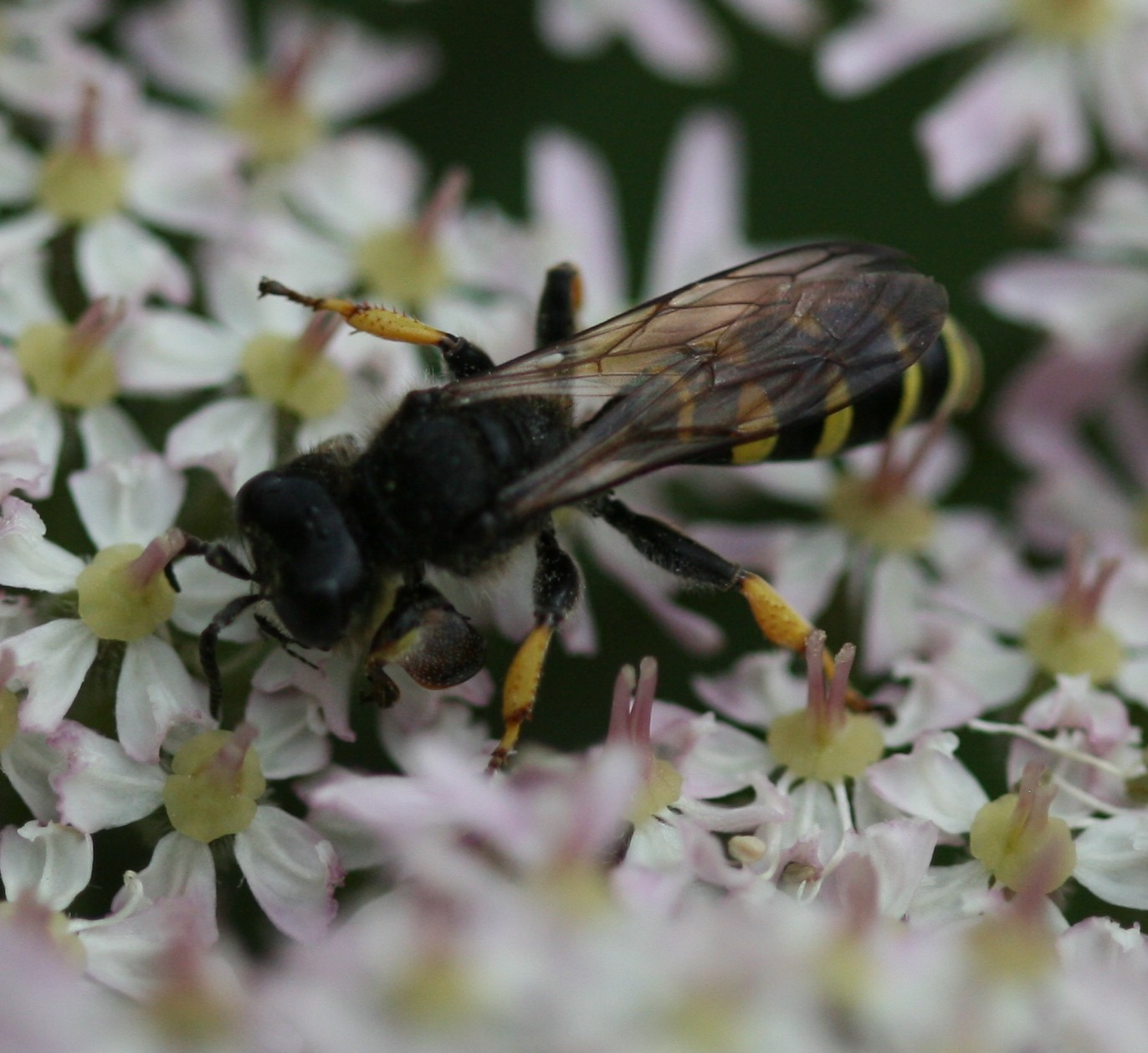
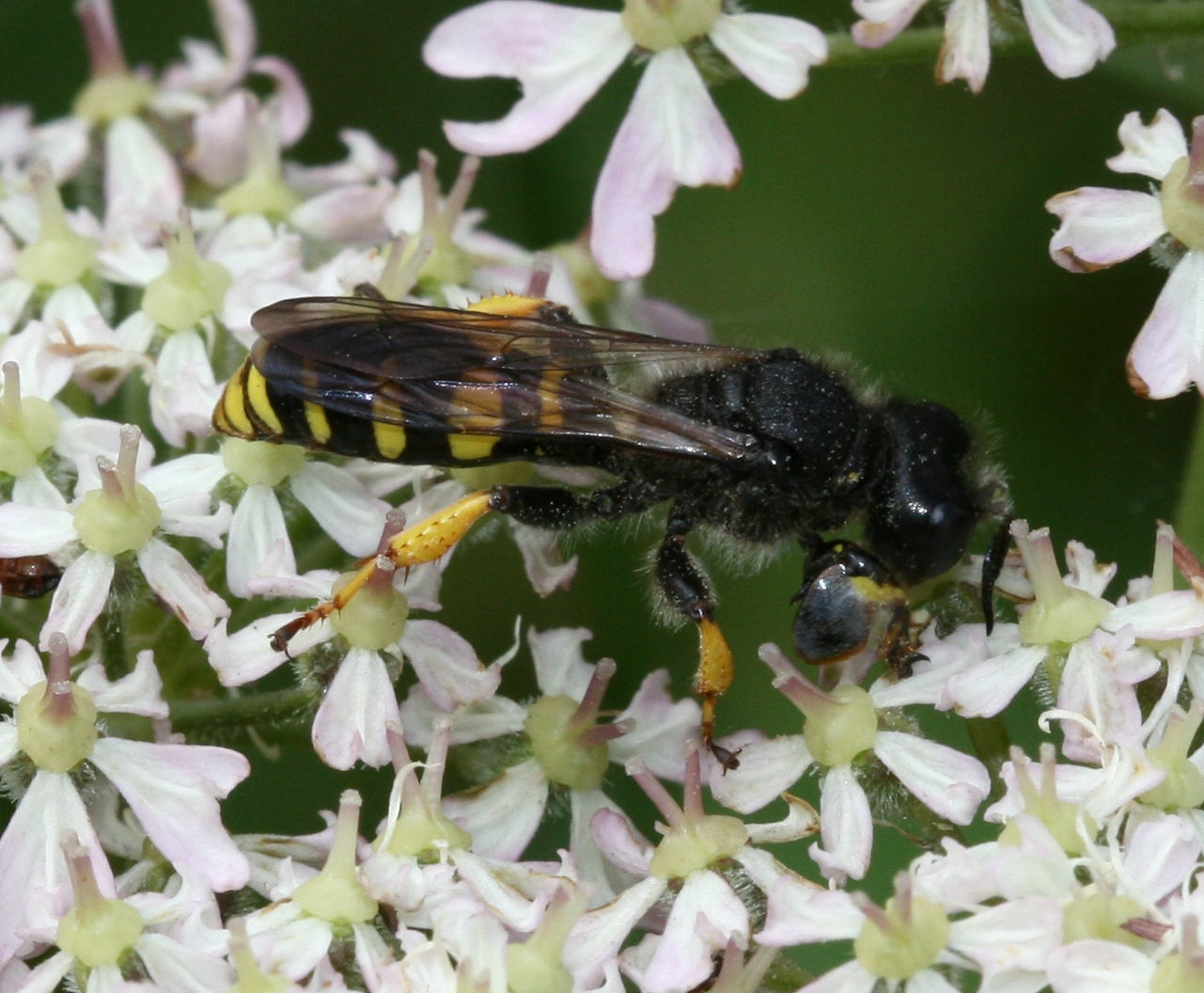
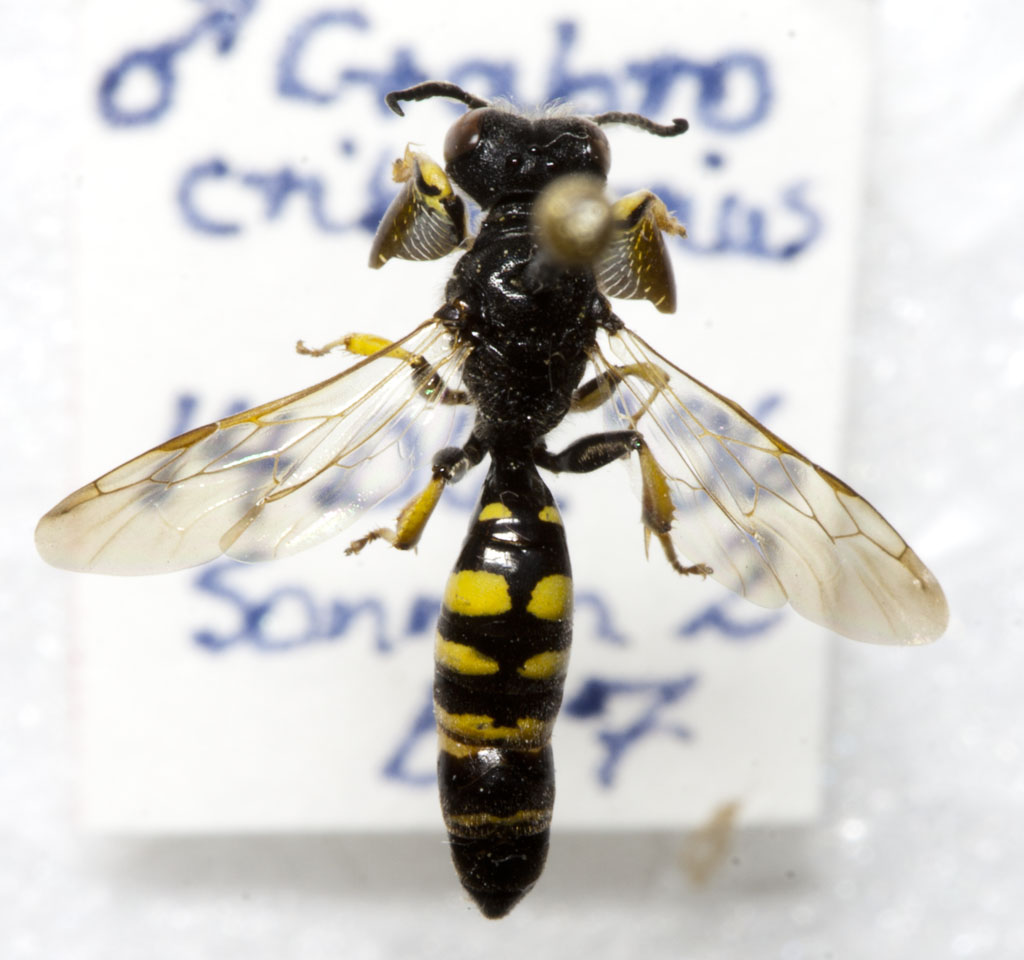